# Симоненко, Даниил Лукич
Даниил Лукич Симоненко (1910—1973) — советский учёный-физик, лауреат Сталинской и Ленинской премий.

## Биография
Родился в 1910 г. в станице Полтавской на Кубани в семье зажиточного казака-земледельца. Брат Сергея Лукича Симоненко (1912—1960) — учёного-химика, зам. начальника Гл. управ. Гос. к-та по оборонной технике.
Окончил начальную школу, педагогический техникум (в своей станице), физико-техническое отделение Кубанского педагогического института (Краснодар, годы учёбы 1927—1931), подготовительные курсы (1931—1932) и один курс аспирантуры (1932—1933) НИИ физики МГУ.
В 1933 г. по обвинению в сокрытии социального происхождения исключен из аспирантуры и комсомола, после чего преподавал в Рязанском педагогическом институте.
Получил справку от прокурора, подтверждавшую лояльность родителей к Советской власти, и в 1934 г. восстановлен в аспирантуре, в 1936 г. защитил диссертацию на тему «К теории объемной магнитострикции».
Около года работал в Институте физических проблем. В марте 1937 г. с молодой женой Л. В. Буланой переехал в Свердловск, для работы в Лаборатории электрических явлений Уральского физико-технического института (в 1939 г. УрФТИ был слит с Уральским филиалом АН СССР). С 1943 г. вел работу по разделению изотопов урана методом диффузии против потока пара.
В 1945 г. Лабораторию перевели в Москву, в ЛИПАН. С этого времени и до конца дней возглавлял сектор в отделе И. К. Кикоина.
С 1954 г. занимался исследованиями, связанными с проблемой регистрации взрывов атомных и водородных бомб в атмосфере. Был в командировке в Китае с приданной эскадрильей для сбора радиоактивных осадков от американских взрывов.
С 1959 по 1961 г. представитель СССР в Международном комитете по радиации при ООН в Нью-Йорке. В 1965—1966 гг. в Республике Гана: налаживал систему сбора радиоактивных осадков и занимался подготовкой кадров.
В 1960 г. по совокупности работ присуждена степень доктора физико-математических наук.
В 1971 г. опубликовал статью «Альфа и бета-магнитные эффекты в однородных монокристаллах германия» (Атомная энергия, т.31, вып.3), которая была зарегистрирована как открытие.
Преподавал в МИФИ и МЭИ, автор учебных пособий по диффузионному методу обогащения.
Лауреат Сталинской премии первой степени (1952) и Ленинской премии (1959).
Награжден орденом Ленина, двумя орденами Трудового Красного Знамени.
Дочь: Оксана Даниловна Симоненко, известный историк техники, ведущий научный сотрудник ИИЕТ РАН.
Похоронен на Головинском кладбище.